# Wasserturm (Radebeul)
Der weiße, auf der Hangkante in Radebeul-West weithin sichtbare Radebeuler Wasserturm, auch Franzosenturm, ist mit seinem roten Kegeldach ein das Stadtbild prägendes Kulturdenkmal. Die Adresse Am Wasserturm (ehemals „am Ende der Burgstraße 5“) gehört zu Kötzschenbroda Oberort und liegt im Denkmalschutzgebiet Historische Weinberglandschaft Radebeul. Der Wasserturm ist das einzige große Bauwerk im Waldpark Radebeul-West. Der wiederum gehört zum Landschaftsschutzgebiet Lößnitz.

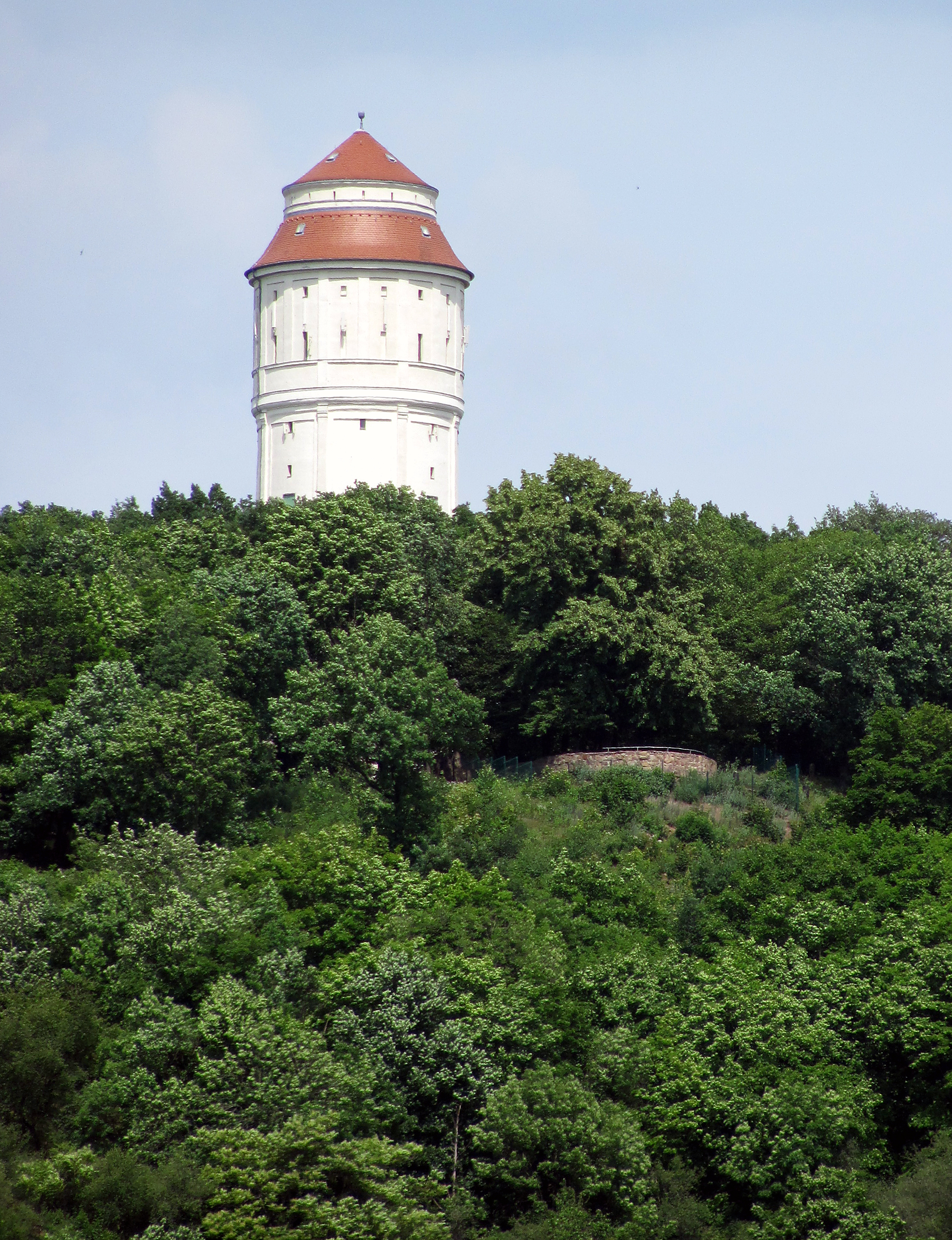
Radebeuler Wasserturm oberhalb des rechts davon gelegenen Aussichtsplateaus Friedrich-August-Höhe

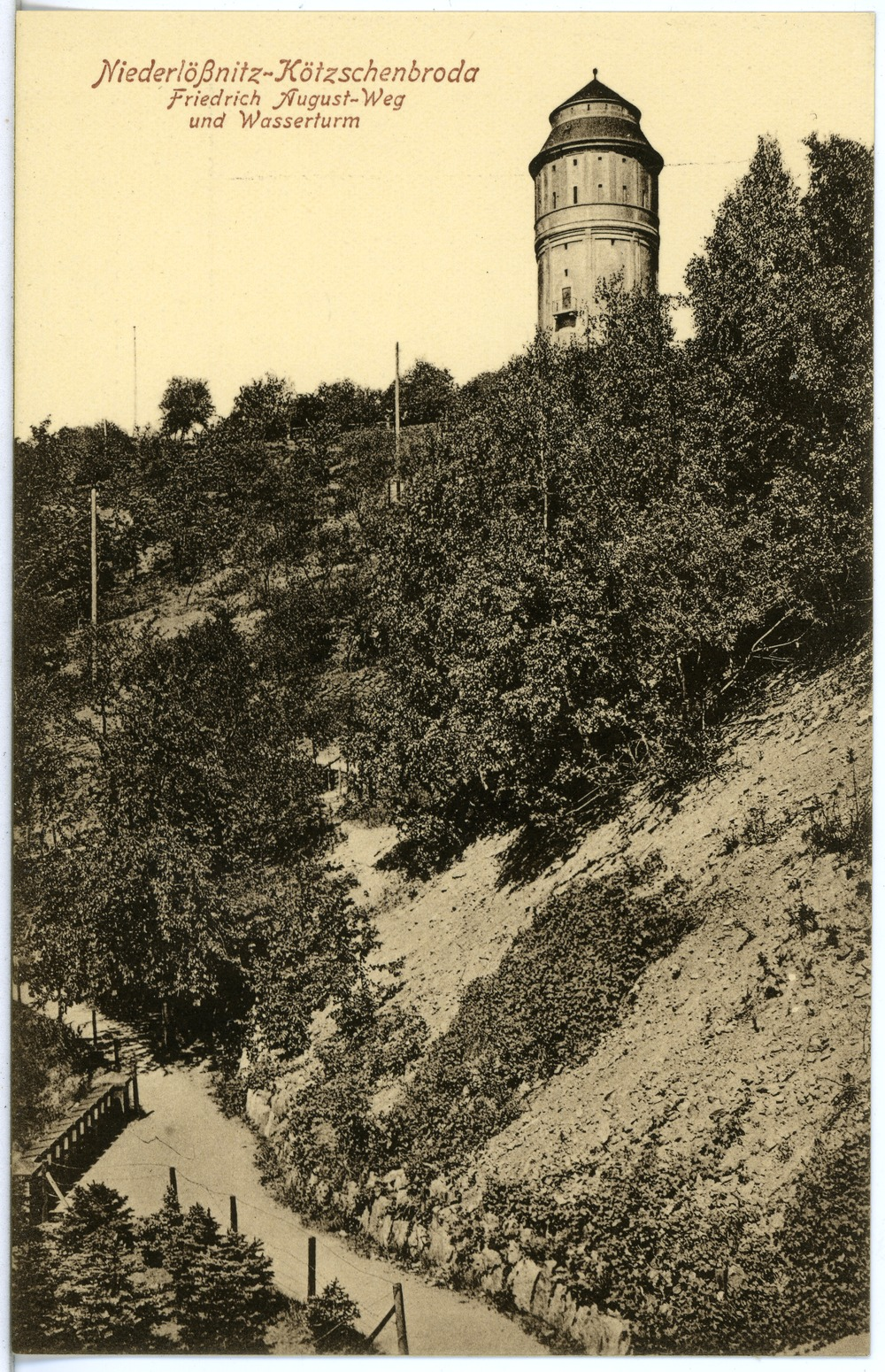
Postkarte von Brück & Sohn, auf 1916 datiert

## Geschichte

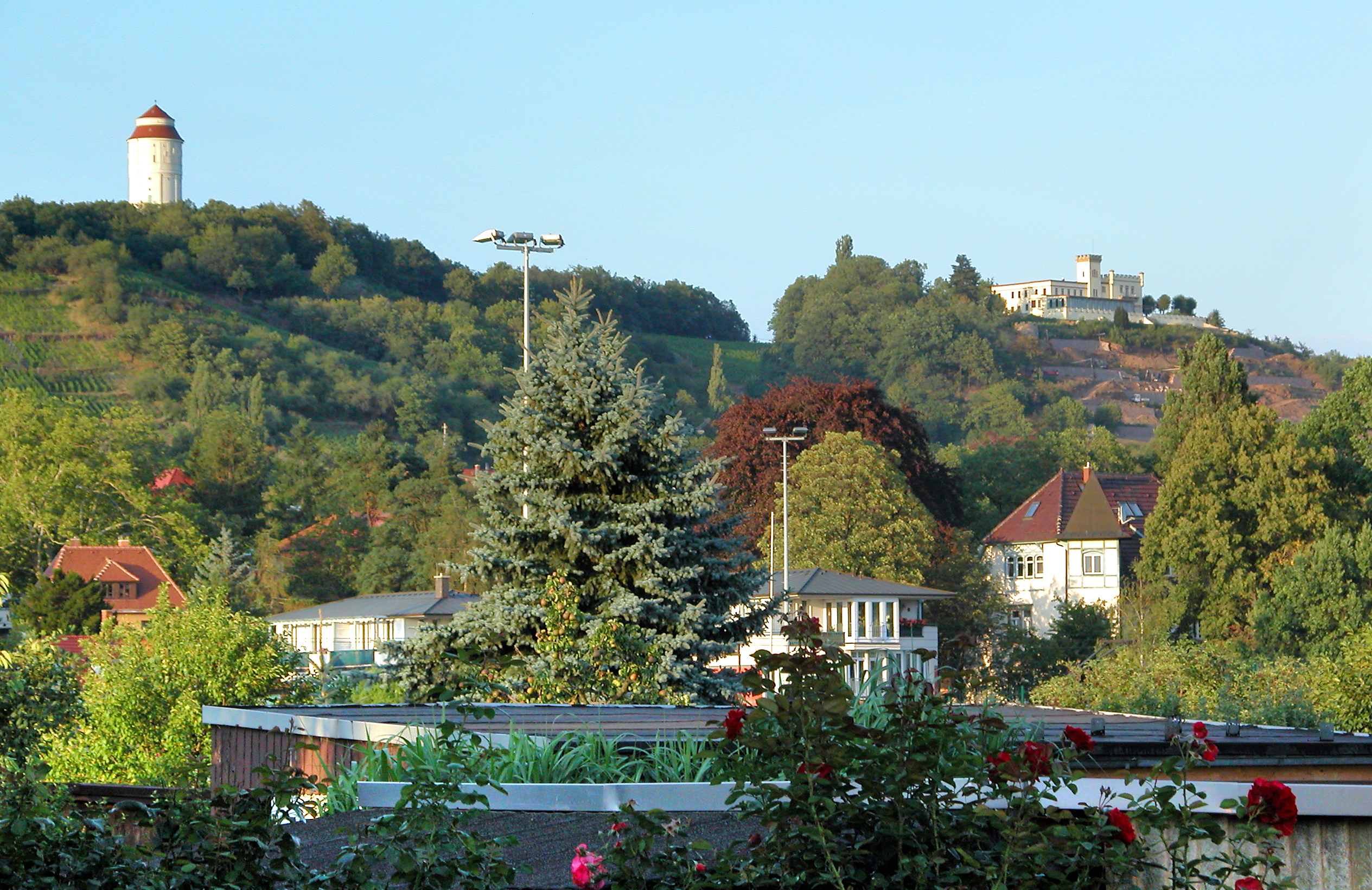
Wasserturm in Radebeul-West, rechts daneben die Friedensburg

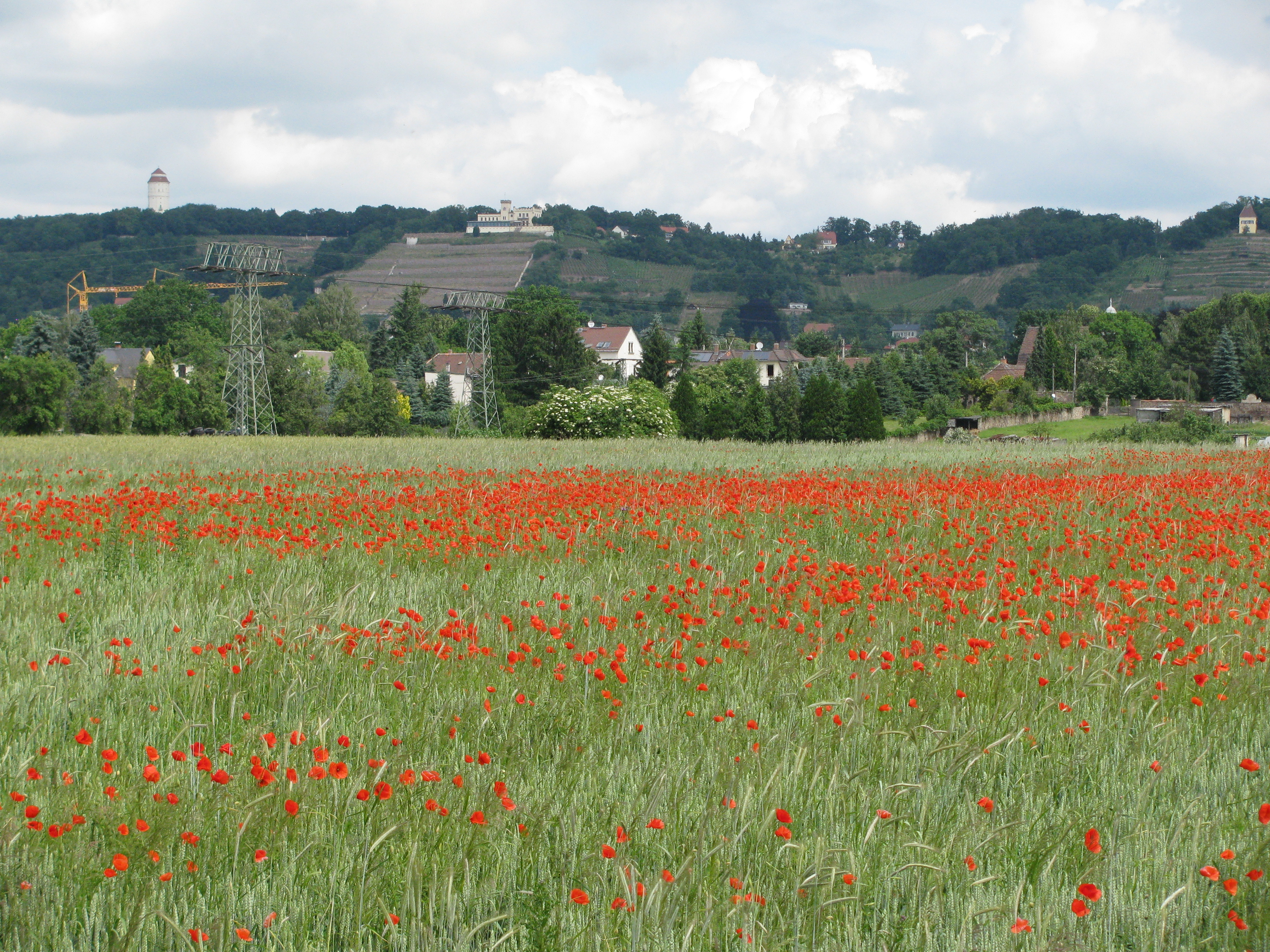
Wasserturm in Radebeul-West, ein weithin sichtbares Wahrzeichen der Radebeuler Lößnitz-Hangkante

Der mit dem Beschluss von 1914 für den Wasserwerksverband Niederlößnitz-Kötzschenbroda zu errichtende Hochbehälter wurde vom Dresdner Architekturprofessor und königlichen Baurat Richard Schleinitz entworfen, die Stahlbetonkonstruktion des Betonbauwerks stammt vom Architekten und Bauingenieur Professor Richard Müller. Ein weiterer Teilnehmer an dem Entwurfswettbewerb war der Architekt Oskar Menzel, dessen Arbeit den Dritten Platz belegte.
Nachdem 1916 die Baugenehmigung für den Wasserturm erteilt war, wurde er bis 1917 von dem Dresdner Unternehmen Johann Odorico errichtet.
Der 39 Meter hohe Turm hat einen runden Grundriss und eine zweifach gestufte Kegelhaube. Das Fassungsvermögen des Reservoirs (6,75 m hoch, Durchmesser 8,70 m) beträgt etwa 350 Kubikmeter in zwei Kammern, es wird vom Pumpwerk an der Burgstraße gespeist.
Der Turm wurde im Zweiten Weltkrieg beschädigt, konnte jedoch 1947 wieder in Betrieb genommen werden. 1996/1997 wurde der Wasserturm komplett saniert.
Von dem davor befindlichen Plateau, der inzwischen zugesperrten Friedrich-August-Höhe, hat man eine gute Aussicht über das Elbtal, da der Fuß des Turms auf etwa 208 m ü. NHN liegt. Dieser Platz wurde 1908 angelegt und aus Anlass des Besuchs von König Friedrich August III. nach ihm benannt; er liegt 70 Höhenmeter über dem Beginn der Burgstraße/Ecke Obere Bergstraße, von wo man aufsteigen kann, und 105 Höhenmeter über der Elbe.
Auf dem Turm befinden sich wegen seiner exponierten Lage mittlerweile DSL-Sektor-Antennen, mit denen ein Freies Funknetz betrieben wird.
Der 90ste Geburtstag des Turms wurde am 8. September 2007 mit einem Wasserturmfest begangen. Im Mai 2016 wurde der Turm auf Initiative des vereins für denkmalpflege und neues bauen radebeul für die Öffentlichkeit zugänglich gemacht und konnte am Wasserbehälter vorbei bis unter das Dach besichtigt werden.

## Franzosenturm
Nach der Baugenehmigung 1916 sollen angeblich auch französische Kriegsgefangene am Bau beteiligt gewesen sein, weshalb sich bereits während der Bauzeit die volksmündliche Bezeichnung Franzosenturm einbürgerte. Laut Radebeuler Stadtlexikon konnte das Stadtarchiv dies jedoch aktenmäßig nicht nachvollziehen, da die Kriegsgefangenen laut amtlicher Anweisungen hauptsächlich in der Landwirtschaft eingesetzt werden sollten, um Sabotageakte zu vermeiden. Im Falle Radebeuls handelte es sich dabei um Arbeiten in den Steillagen der Weinberge, somit auch im unmittelbaren Umfeld der Turmbaustelle.

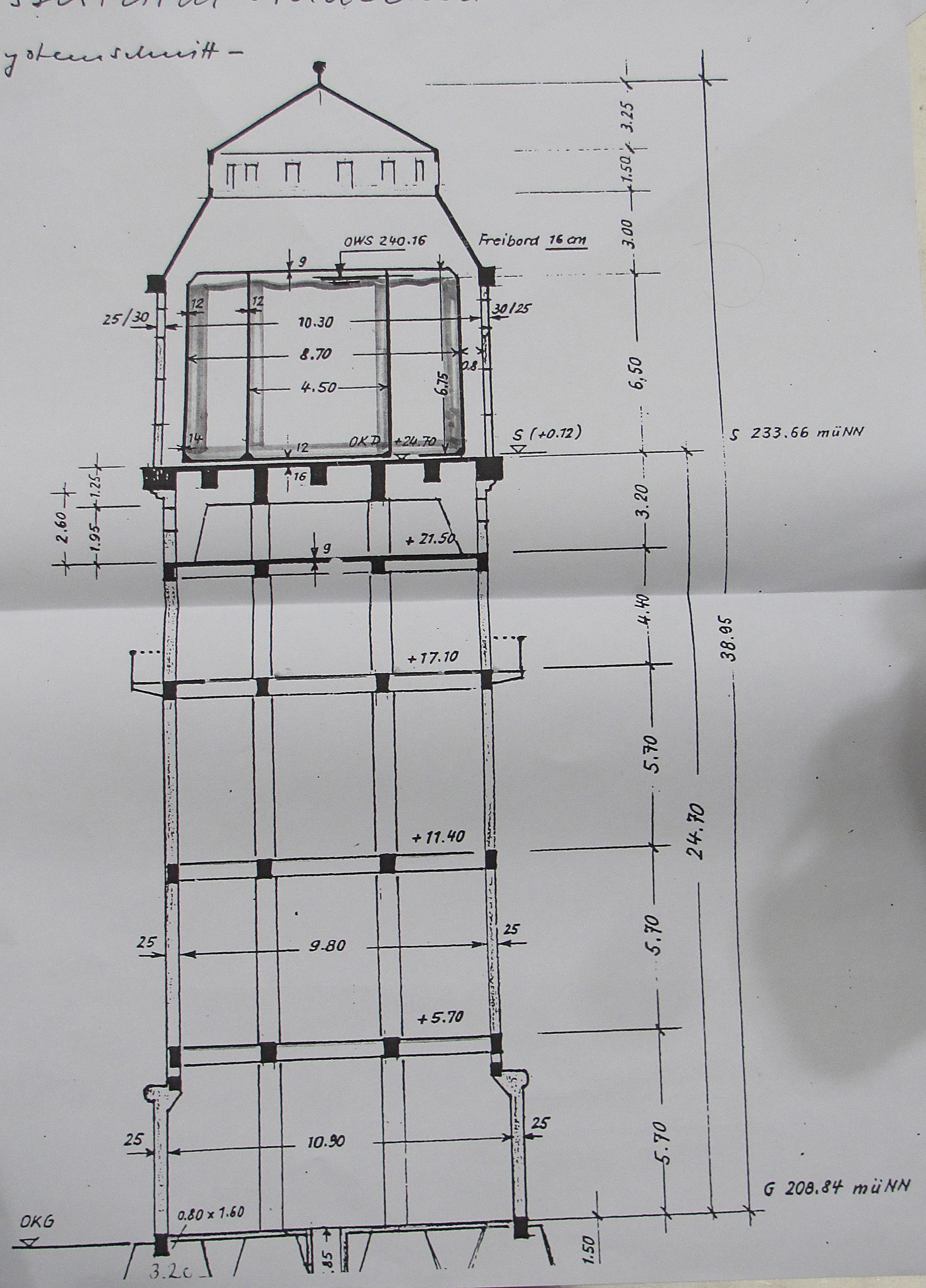
Historischer Plan des Wasserturms
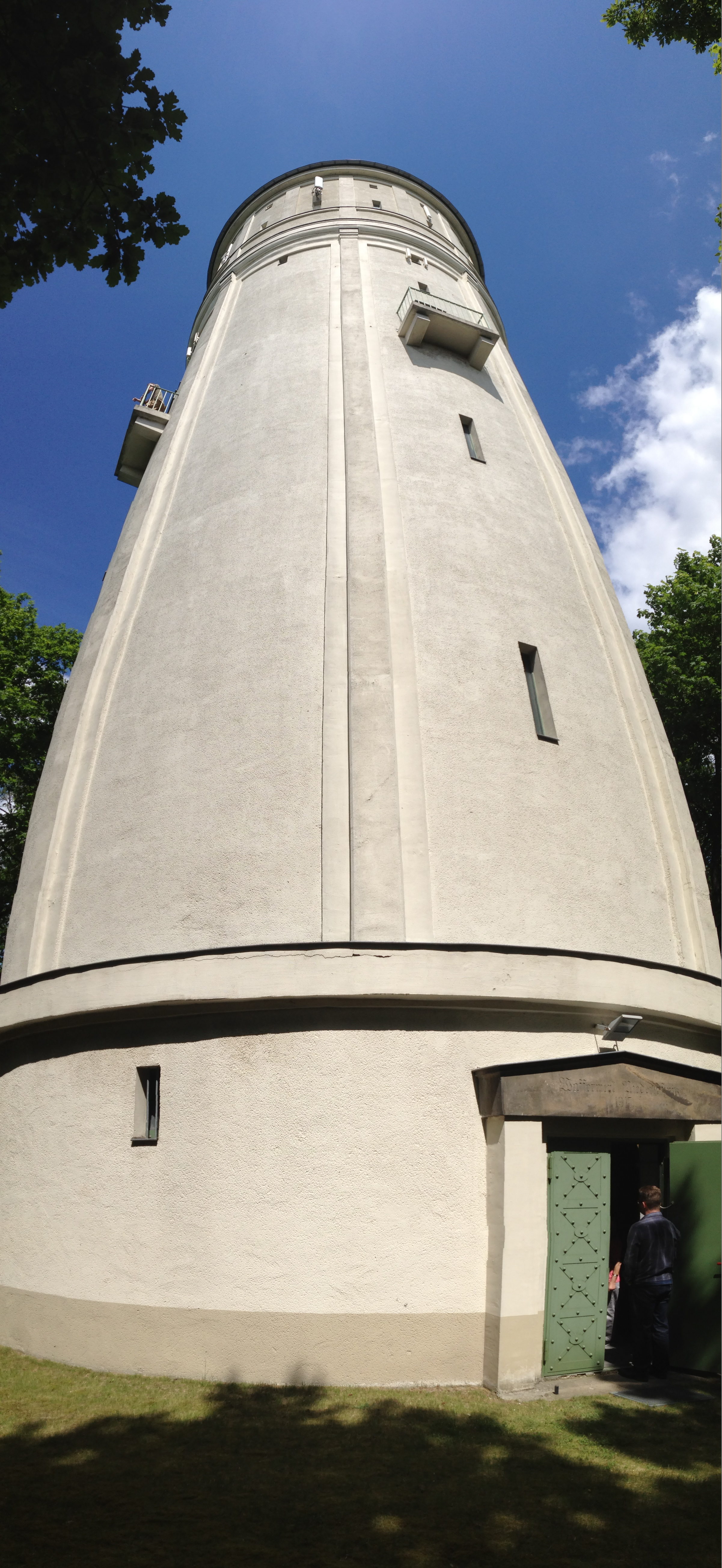
Schaft des Wasserturms
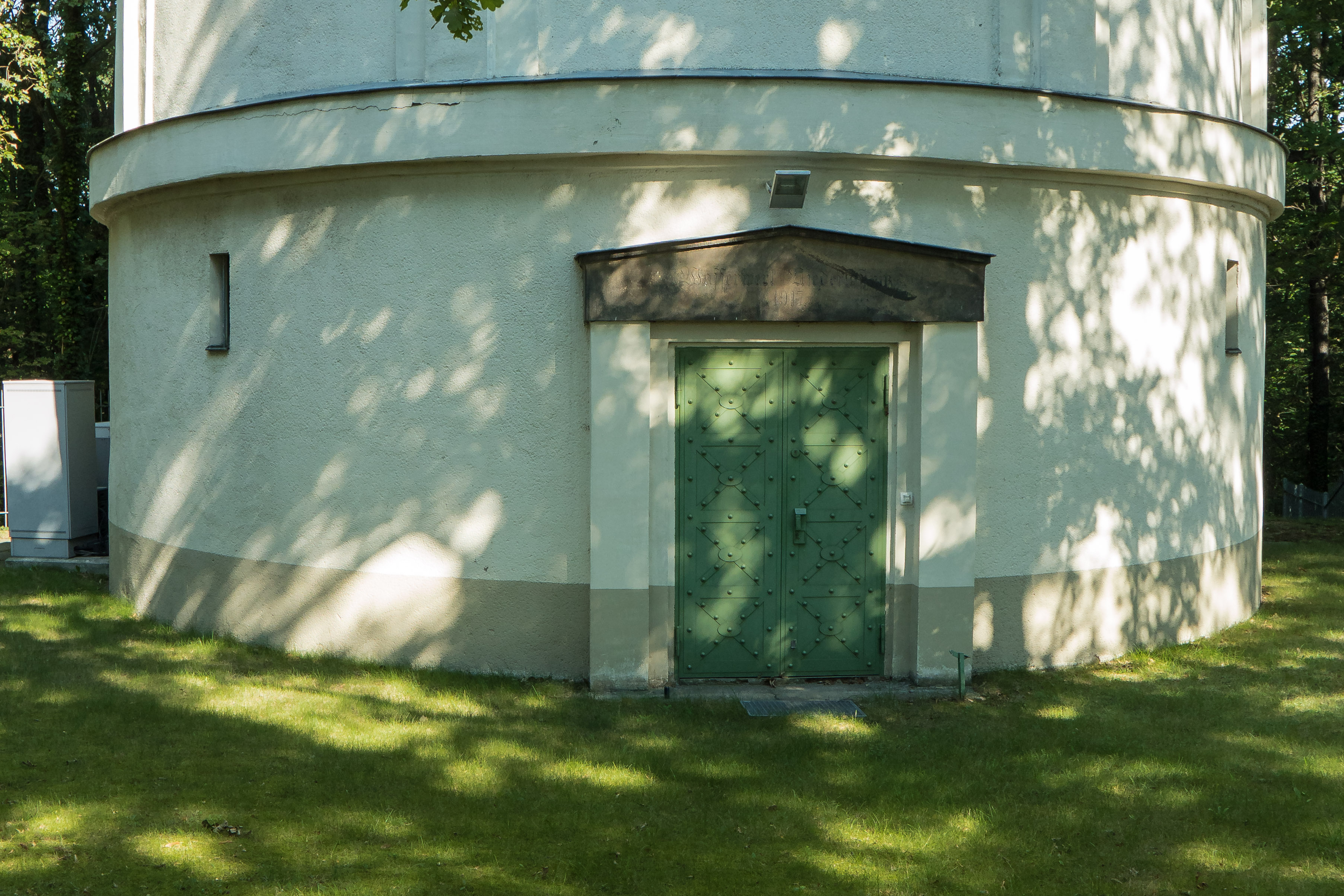
Eingangsportal
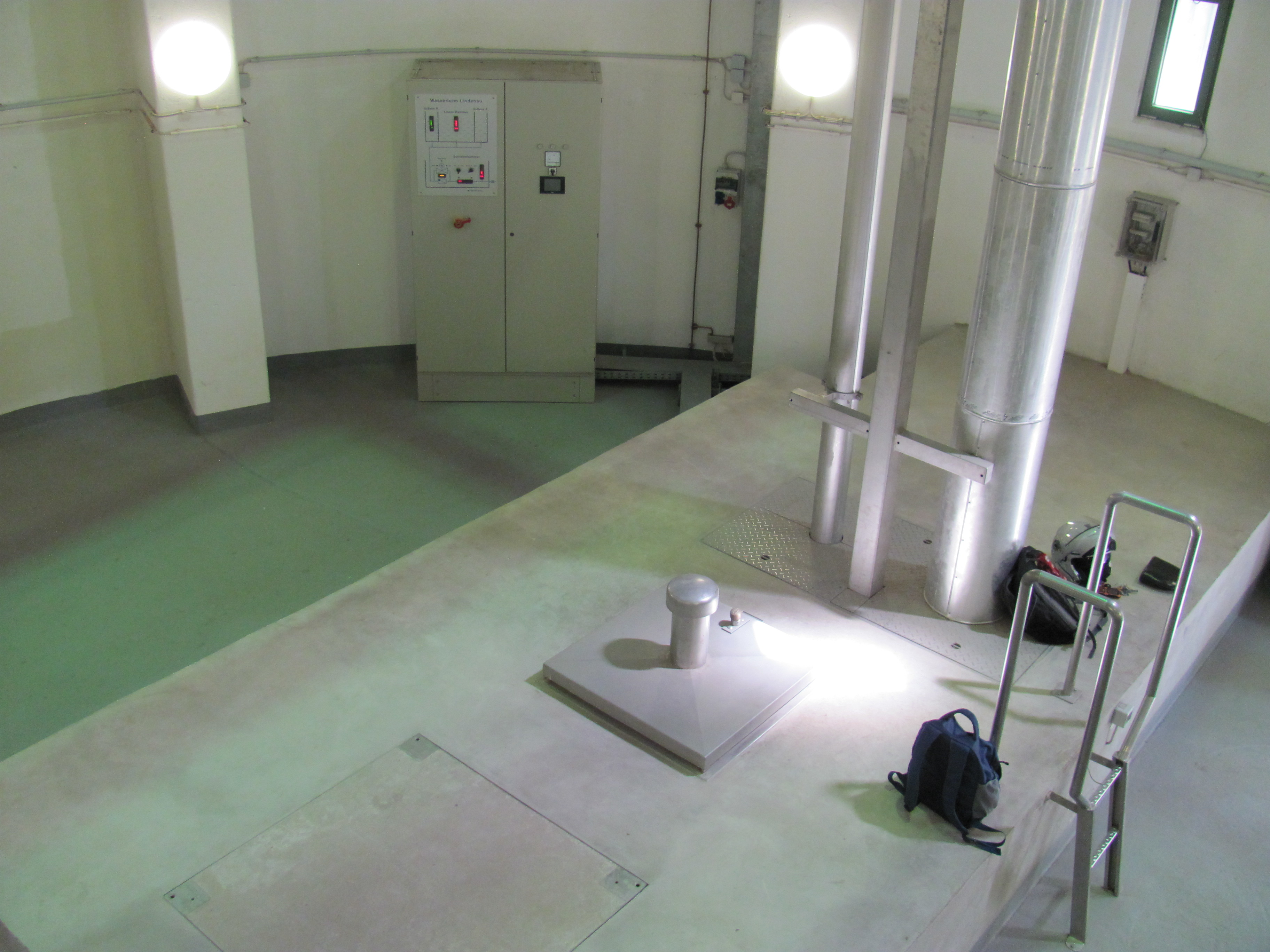
Versorgungstechnik am Boden
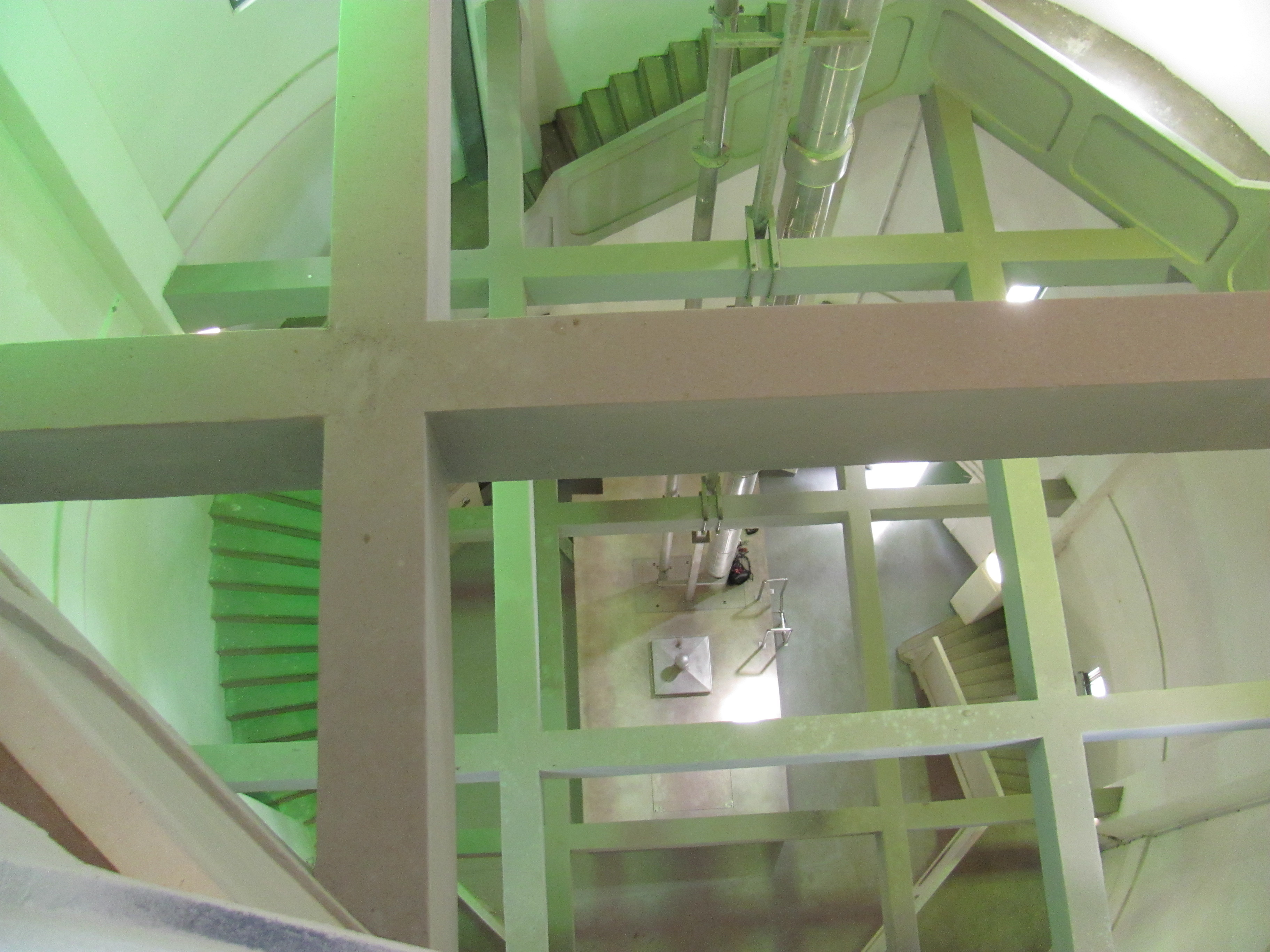
Innenansicht des Schafts mit Treppe und Fallrohr
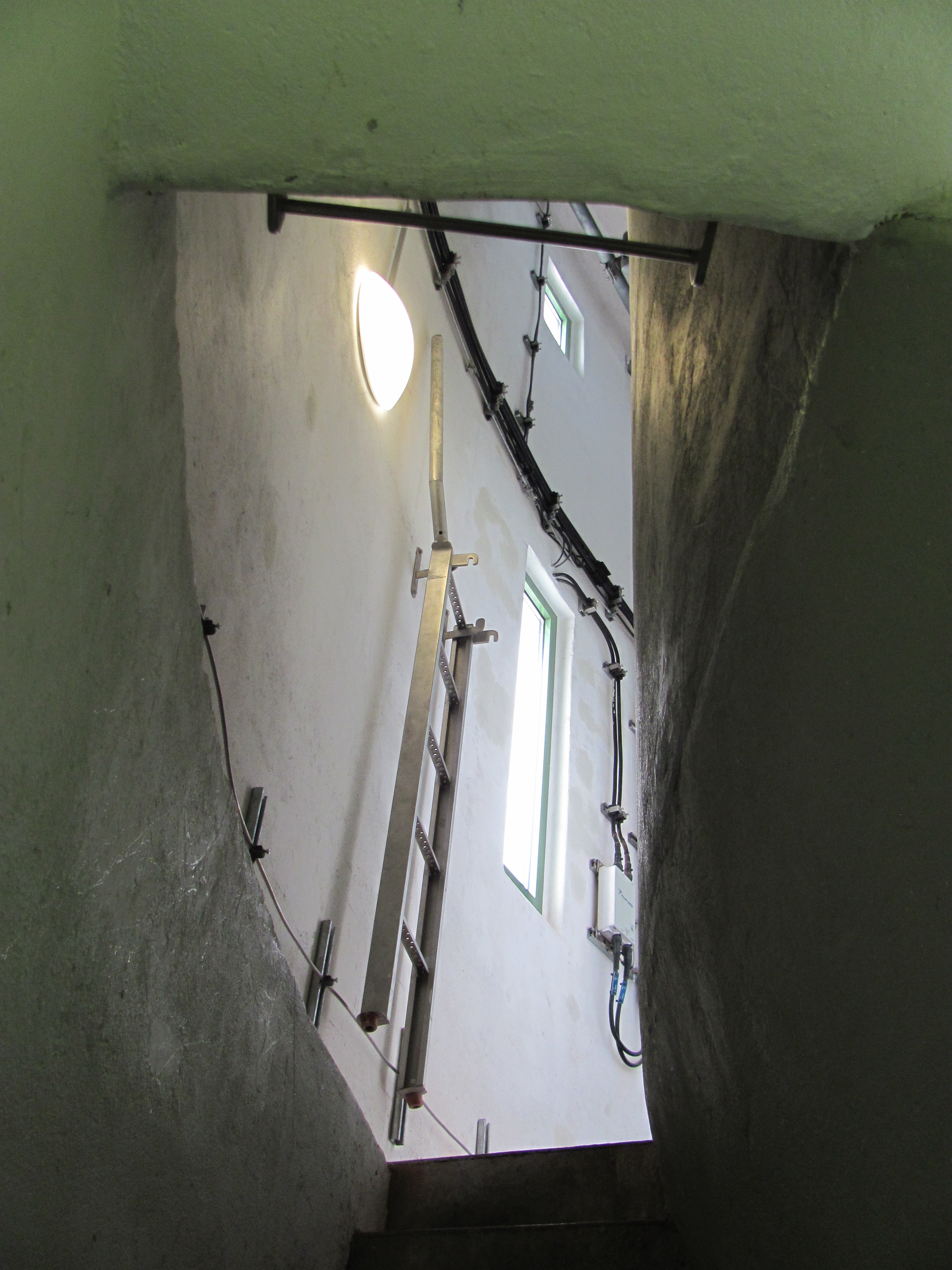
Treppe am Wasserbehälter (rechts) vorbei
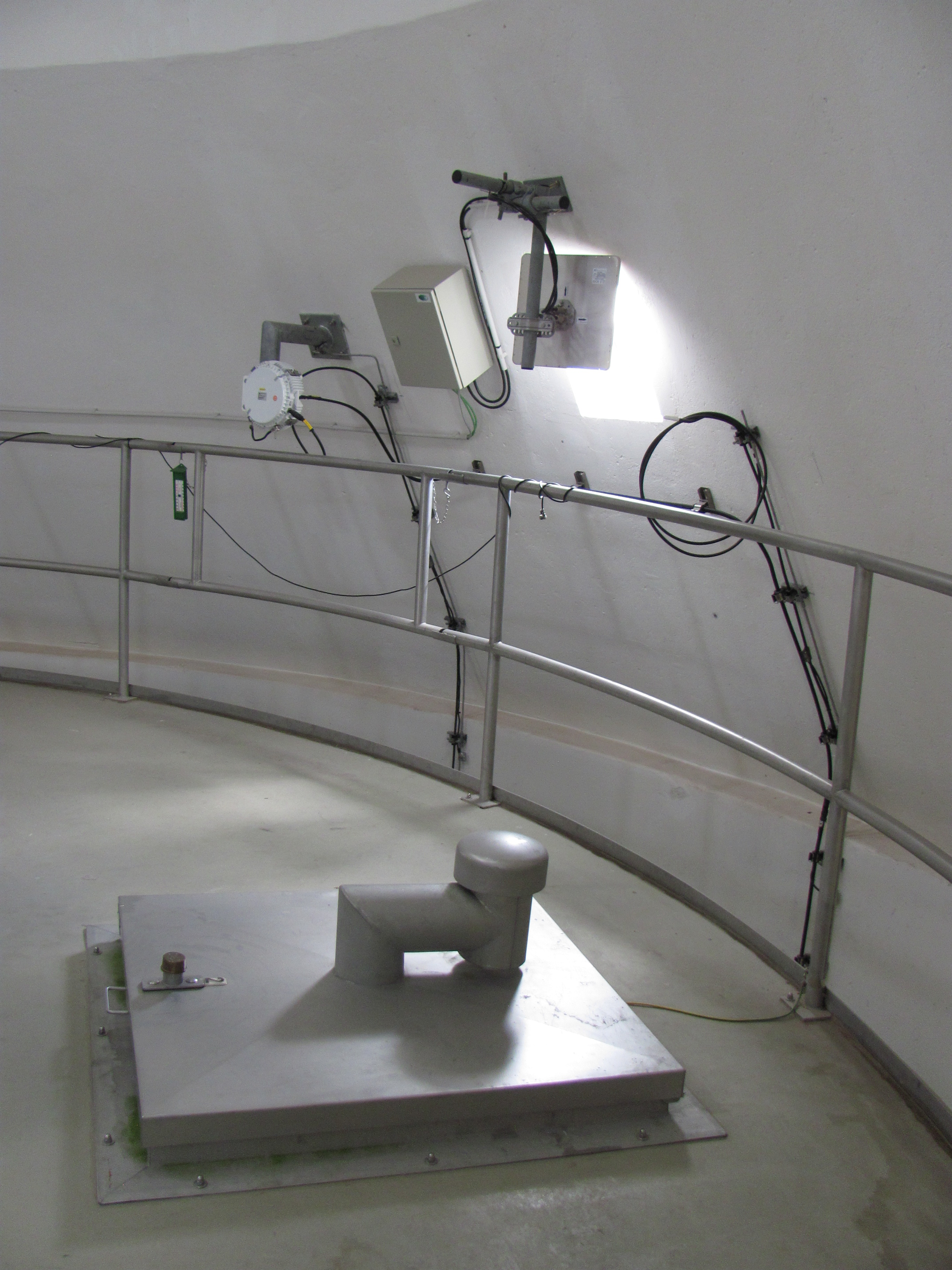
Behälterzugang und Sektorantennen
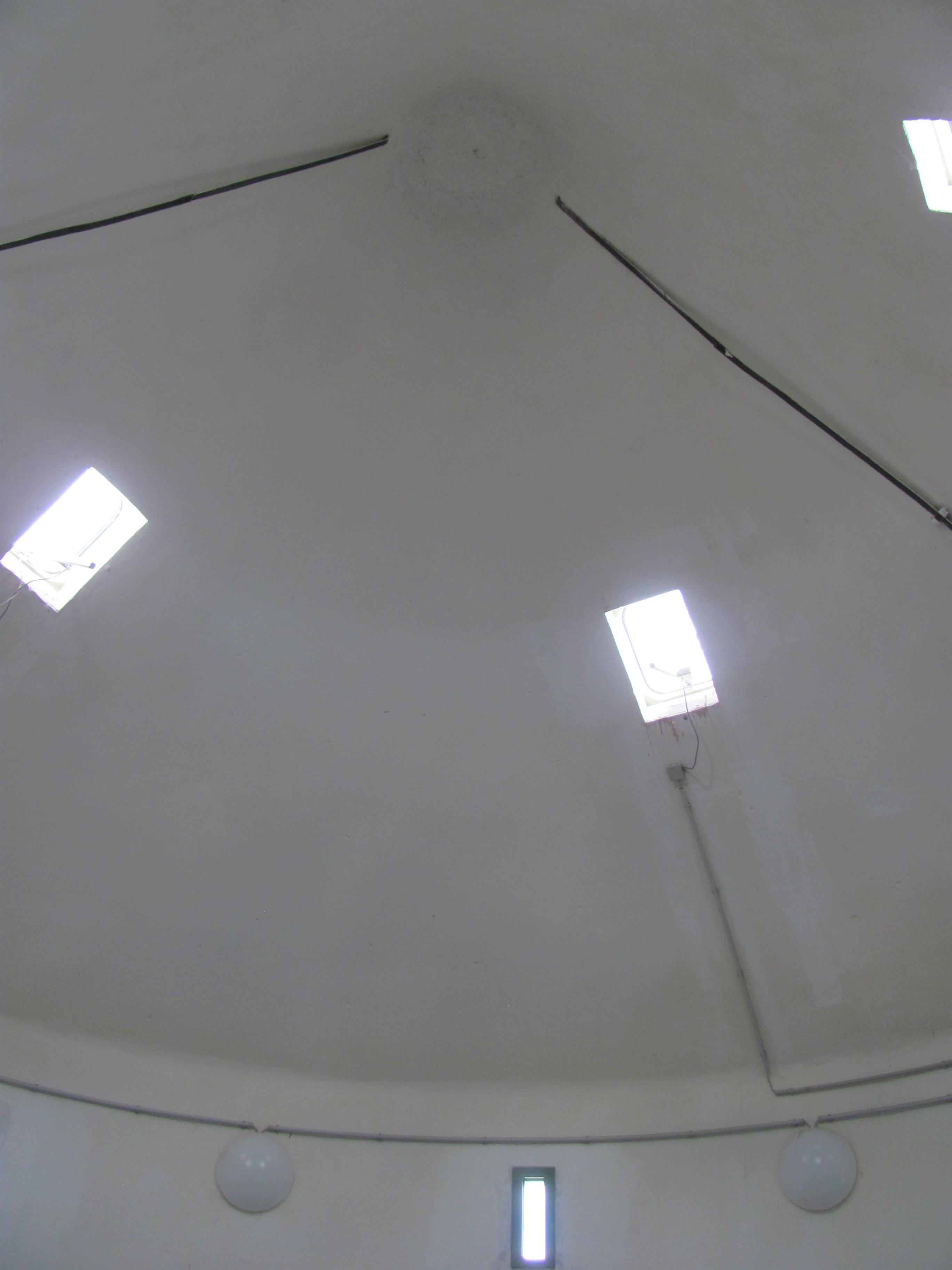
Kegeldach von innen